# ایگوآپی
ایگوآپی (به پرتغالی: Iguape) یک منطقهٔ مسکونی در برزیل است که در ایالت سائو پائولو واقع شده‌است. ایگوآپی ۱٬۹۷۸ کیلومتر مربع مساحت و ۳۰٬۳۹۰ نفر جمعیت دارد و ۳ متر بالاتر از سطح دریا واقع شده‌است.